# Eublemma amoena
Eublemma amoena is een vlinder uit de familie van de spinneruilen (Erebidae). De wetenschappelijke naam van deze soort is voor het eerst voorgesteld als Noctua amoena door Jacob Hübner in een publicatie uit 1803.

## Verspreiding
De soort komt voor in vrijwel geheel Zuid-Europa en verder in Turkije, Iran en Kirgizië

## Waardplanten
De rups leeft op Onopordum acanthium.